# Everest (band)
Everest is een in 2007 opgerichte Amerikaanse rockband uit Los Angeles.

## Bezetting
Huidige leden
- Russell Pollard (zang, gitaar, drums, 2007–heden)
- Joel Graves (zang, gitaar, keyboards, 2007–heden)
- Elijah Thomson (zang, basgitaar, 2009–heden)
- Aaron Lee Tasjan (zang, gitaar, 2013–heden)
- Dan Bailey (drums, 2013–heden)

Oprichters
- Jason Soda (zang, gitaar, keyboards, 2007–2013)
- Davey Latter (drums, percussie, 2007-2010/11)
- Rob Douglas (basgitaar, 2007-2009)
- Derek Brown
- Byron Reynolds
- Frank Lenz (drums)

Toer-medewerkers
- Kyle Crane (drums, 2012)
- Bo Koster (keyboards)

## Geschiedenis
De eerste uitgebrachte ep Everest werd opgenomen in de New Monkey Studio in de San Fernando Valley in Californië. Twee van de drie songs van de ep werden later gebruikt op het eerste volledige debuutalbum Ghost Notes, dat werd opgenomen in een periode van twee weken in augustus 2007 in de New Monkey Studio. Het album werd geproduceerd, geregisseerd en gemixt door producent Mike Terry van de Foo Fighters. Het werd uitgebracht in mei 2008 bij Vapor Records van Neil Young.
Het tweede album On Approach werd opgenomen in de studio Prairie Sun in Cotati, een vroegere omgebouwde kippenfarm, met enkele toegevoegde opnamen in de New Monkey Studio. Dit werd geproduceerd door de band, geregisseerd door Fritz Michaud en gemixt door Rob Schnapf bij Sonora Recorders in Los Angeles. Het album werd uitgebracht in mei 2010 door Vapor Records en Warner Bros. Records.
Begin 2011 was de band bevrijd van het contract met Warner Bros. Records. Nog steeds lichtelijk vermoeid van het toeren om On Approach te promoten, besloten ze zich te hergroeperen voor hun volgende album en werkten ze samen met Richard Swift in de National Freedom studio's in Cottage Grove, Oregon. Na meerdere weken van opnemen ging de band terug naar Los Angeles om te werken met producent Rob Schnapf, bekend door zijn werk met Beck en Elliott Smith, om toegevoegde opnamesessies te produceren voor het album, dat werd uitgebracht in juni 2012 bij ATO Records.
In 2013 besloot mede-oprichter Jason Soda om de band te verlaten. Aaron Lee Tasjan en Dan Bailey voegden zich daarop bij de band. In overeenstemming met een update, geplaatst op de website van de band in februari 2015, kent Everest een uitgebreide leegte.

## Discografie

### Singles
- 2010: Let Go

### Albums
- 2008: Ghost Notes (Vapor) - cd, lp, digitale download
- 2010: On Approach (Vapor/Warner Bros. Records) - cd, lp, digitale download
- 2012: Ownerless (Vapor/ATO Records) - cd, lp, digitale download

### Ep's
- 2008: Everest (zelf uitgebracht) - cd, lp
- 2012: Who the Hell Is Everest? (ATO Records) - digitale download

### Muziekvideo's
- 2008: Rebels in the Roses
- 2010: Let Go
- 2012: Ownerless